# 帛琉國會大廈
帛琉國會大廈（英語：Capitol of Palau）是位於帛琉行政首都恩吉鲁穆德的官方建築，該建築物是帕劳国会的辦公廳舍，設計靈感來源於美國國會大廈。

## 歷史
該建築的建築師為來自夏威夷檀香山的建築師約瑟夫法雷爾（Joseph Farrell）。自1986年開始規劃，後因缺乏資金，直到1999年至2006年才開始建設。其建築成本則耗費約4500萬美元，當前該建築群擁有三個翼樓：
- 帛琉國民議會所在的立法大樓（中央翼樓）
- 帛琉政府（帛琉總統和內閣）的行政大樓（西翼）
- 帛琉最高法院上訴庭所在的司法大樓（東翼）。

## 外部連結
- Ngerulmud, the weird capital of Palau. （页面存档备份，存于） whattoseenext.com